# 요각
요각(凹角, reentering angle)이란 180°보다 크고 360°보다 작은 각을 말한다.
오목 다각형에 포함되어 있다.(1개 이상)
우각(각도#종류 참고)이다.
평각보다 큰 각이고, 240°, 270°, 330° 등이 요각에 포함된다.
예시로 정오각형의 대각선을 모두 이으면 나타나는 정오각성에는 각도가 252°인 요각이 5개 있다.